# Jack Curtis
Jack Curtis (São Francisco, Califórnia, 28 de maio de 1880 – Hollywood, Califórnia, 16 de março de 1956) foi um ator norte-americano do cinema mudo. Ele atuou em 157 filmes entre 1915 e 1950.

## Filmografia selecionada
- Graft (1915)
- Secret Love (1916)
- Treat 'Em Rough (1919)
- The Courage of Marge O'Doone (1920)
- The Big Punch (1921)
- Canyon of the Fools (1923)
- The Day of Faith (1923)
- Greed (1924)
- Captain Blood (1924)
- The Show of Shows (1929)
- The Love Racket (1929)
- Hold Everything (1930)
- Under a Texas Moon (1930)
- Range Feud (1931)
- Westward Ho (1935)
- Lawless Range (1935)
- King of the Pecos (1936)
- Stagecoach (1939)
- Song of the Sarong (1945)